# Sunday Oliseh
Sunday Ogorchukwu Oliseh, nigerijski nogometaš in trener, * 14. september 1974, Abavo, Nigerija.
Sodeloval je na nogometnemu delu poletnih olimpijskih iger leta 1996.